# Burak Özçivit
Burak Özçivit (Isztambul, 1984. december 24.) török színész és modell.

## Életrajz
Isztambulban született. Kazim İşmen Líceumban érettségizett. A Marmara Egyetem Képzőművészeti Kar fotóművészeti szakán végzett.
2003-ban elnyerte a Törökország legjobb modellje (Best Model of Turkey) címet. Ezt követően az Uğurkan Erez ügynökségnél kezdett dolgozni divatmodellként. 2005-ben újra megnyerte az előző versenyt, és a Best of The World versenyen második helyezést ért el. A Faruk Saraç, Abbate, Tween és a Network márkák népszerűsítette, valamint külföldön vállalt modellkedést.
2006-ban a Mínusz 18 c. televíziós sorozatban kapta meg Murat, a fiatal őrmester szerepét. 2007 novemberében szerepelt a Musallat c. filmben.
2008-ban játszotta Ömer Teksoy szerepét a Kartal Tibet és Ümit Efekan rendezte Zoraki Koca sorozatban a Kanal D televíziós csatornán.
2011-től 2012-ig, majd 2013-ban Malkoçoğlu Bali béget alakította a Szulejmán c. televíziós sorozatban, amelyet Magyarországon az RTL Klub kereskedelmi csatorna mutatott be.
2013-tól 2014-ig Kamrant alakította a Madárka című televíziós sorozatban.
2015 és 2017 között Kemal Soydere szerepét játszotta a Végtelen szerelem című televíziós sorozatban, amelyet Magyarországon a Duna Televízió sugárzott. Ez a sorozat első (és eddig egyetlen) török sorozatként a 2017-es Emmy-gálán díjat nyert a Legjobb Telenovella/Szappanopera kategóriában.
2017. június 29-én feleségül vette Fahriye Evcen színésznőt.

## Filmográfia
| Alkotás          | Szerep             | Év   | Rendezte     |
| ---------------- | ------------------ | ---- | ------------ |
| Musallat         | Suat               | 2007 | Alper Mestçi |
| Zarafa           | Hasan (csak hang)  | 2013 |              |
| Aşk Sana Benzer  | Balıkçı Ali        | 2015 |              |
| Kardeşim Benim   | Hakan              | 2016 |              |
| Kardeşim Benim 2 | Hakan              | 2017 |              |
| Can Feda         | Alparslan kapitány | 2018 |              |

| Sorozat                                 | Év            | Szereplő            | Rendező, producer                              | Magyar hang |
| --------------------------------------- | ------------- | ------------------- | ---------------------------------------------- | ----------- |
| Kuruluş: Osman                          | 2019–jelenleg | Osman Bey           |                                                |             |
| Végtelen szerelem (Kara Sevda)          | 2015–2017     | Kemal (főszereplő)  | r.:Hilal Saral Kerem Çatay; ay yapim produkció | Fehér Tibor |
| Madárka (televíziós sorozat) (Çalikuşu) | 2013–2014     | Kamran              | r.: Çağan Irmak Doğan Ümit Karaca              | Fehér Tibor |
| Muhteşem Yüzyıl (Szulejmán)             | 2011–2013     | Malkoçoğlu Bali bég |                                                | Varga Rókus |
| Küçük Sırlar                            | 2010–2011     | Çetin Ateşoğlu      | r.: Cevriye Demir                              |             |
| İhanet                                  | 2010          | Emir                |                                                |             |
| Baba Ocağı                              | 2008–2009     | Güven               | r.: Mustafa Şevki Doğan                        |             |
| Zoraki Koca                             | 2007          | Ömer Özpolat        | r.: Ümit Efekan, Kartal Tibet                  |             |
| Eksi 18 (Mínusz 18)                     | 2006          | Murat               |                                                |             |

## Reklám
- Pepsi (2013–2014)
- ClearMen (2013–2019)
- Emaar Square Mall (2017–2018)
- Altınyıldız Classics (2018–jelen)
- Trem Global (2021–jelen)
- PUBG Mobile (2021–jelen)
- Tor Holding (2022–jelen)

## Fordítás
Ez a szócikk részben vagy egészben  a   Burak Özçivit című török Wikipédia-szócikk fordításán alapul.  Az eredeti cikk szerkesztőit annak laptörténete sorolja fel. Ez a jelzés csupán a megfogalmazás eredetét és a szerzői jogokat jelzi, nem szolgál a cikkben szereplő információk forrásmegjelöléseként.